# O zadaniach prasy polskiej w r. 1863
O zadaniach prasy polskiej w r. 1863 – memoriał Cypriana Kamila Norwida z 1863 na temat prasy polskiej w czasie powstania styczniowego.

## O utworze
W sierpniu 1863 Norwid odwiedził Karola Ruprechta, paryskiego pełnomocnika Rządu Narodowego i złożył na jego ręce swój memoriał o zadaniach prasy polskiej, będący zebraniem w całość wcześniejszych listów i not kierowanych od lutego do maja do Władysława Czartoryskiego, Augusta Cieszkowskiego (nota Filoktet), Józefa Ignacego Kraszewskiego i Władysława Bentkowskiego (Nota o konieczności presji moralnej). Komentarzem do memoriału był list do Ruprechta z 1 września, w którym poeta podsumowywał swoje wywody i jeszcze raz prosił adresata, by przekazał tekst dziennikom polskim, aby zainicjować dyskusję i wyciągnąć z niej logiczne wnioski. Wysoko ceniąc swój projekt poeta zażądał następnie (8 września) pokwitowania, które otrzymał 11 września. Publicznej odpowiedzi jednak się nie doczekał. Memoriał został wydrukowany przez T. Makowieckiego w Pamiętniku Literackim z 1929 w zbiorze Listów Cypriana Norwida z 1863 r.

## Treść
Zadania prasy polskiej w tym okresie Norwid ujmuje w dwanaście paragrafówː
1. Zrezygnować z pejoratywnych określeń Moskal, moskiewski, na rzecz petersburski.
2. Nie składać na mongolską naturę Moskali, tego co jest naturą błędu. Podobna jest ona sytuacji, gdy na czele wielkiej armii postawiono człowieka, nie mającego wiedzy wojskowej, i który dopiero przez własne błędy i wytracenie własnej armii zdobywa potrzebne doświadczenie. Na tym polega problem Państwa Petersburskiego i w taki sposób ono postępuje względem Polski.
3. Punkt wyjścia polega na uczynieniu sobie krwawego elementarza z ciała Polski. Państwo Petersburskie nie posiada bowiem żadnej postępowej inicjatywy, która by uprzedzała potrzeby. Przejmuje inicjatywę dopiero mordując inicjujących.
4. Zadaniem redaktorów byłaby likwidacja powyższej kradzieży, uzmysłowienie, że chodzi o gwałt na człowieku.
5. Pierwszy głos w sprawie poszanowania godności człowieka za panowania Iwana Groźnego[b] wyszedł z Polski spod skrzydeł Stefana Batorego. Podobnie gdy Andrzej Zamoyski został przywieziony do Petersburga, wtedy dopiero szlachta petersburska pospieszyła złożyć mu karty wizytowe. Sama nic nie przedsięwzięła.
6. Zaledwie 12.000 kobiet w całym Państwie Petersburskim posiada wykształcenie, stąd też trudno im zdobyć godność poważnego członka społeczeństwa. Dopiero gdy kozacy zaatakowali na warszawskich ulicach kobiety zbrojne żałobą i psalmami, i gdy okazała się moc niewieściego ducha, w Państwie Petersburskim zniesione zostały kary cielesne wobec kobiet.
7. Po wytraceniu wielu pokoleń polskich pojawiła się świadomość znaczenia indywidualności pokoleń.
8. Wszelka inicjatywa w wojsku petersburskim traktowana jest jako bunt. W Polsce na radach wojennych można się było jednak różnić, a nawet różnicę zdań swoją śmiercią potwierdzić[c].
9. W Państwie Petersburskim każdy człowiek obecny podczas zamachu już jest winny. Dopiero gdy w Warszawie powstaniec strzelił do szpiega, a wszyscy obecni się rozpierzchli, dopuszczono jawność w sądzeniu spraw.
10. Wedle petersburskiego Ministerstwa Oświecenia pisarze i dziennikarze polityką zajmować się nie powinni. Jest to dozwolone wyłącznie urzędnikom dziennika rządowego. Kiedy wszakże pod wpływem sprawy polskiej trzeba było ukazać europejskiej prasie stanowisko opinii publicznej, zezwolono pisarzom podjąć kwestie polityczne.
11. ludność państwa petersburskiego nie posiada instytucji reprezentacyjnych. ich zaczątki pojawiały się krwią żołnierza polskiego okupione w 1613, 1619, 1634 i 1653. Wszelako na zbiorowe noty państw europejskich, wywołane rozlewem krwi polskiej, Dwór Petersburski sformował naprędce namiastkę parlamentu.
12. W Wilnie 7 grudnia 1858 Aleksander II Przyznał publicznie szlachcie litewskiej, że to za jej przykładem wprowadzono w całym państwie wyzwolenie milionów niewolników, wprowadzając uwłaszczenie chłopów.

Konkluzjaː Uzmysłowienie tych faktów może wytłumaczyć nieustanne zadziwienie Europy nierozwiązywalną sprzecznością, że mianowicie reformy i koncesje w Rosji zawsze mają związek z mordami i okrucieństwami reformującego i postępowego rządu.